# San Nazzaro TI

Werner Friedli: San Nazzaro, historisches Luftbild (1946)

| TI ist das Kürzel für den Kanton Tessin in der Schweiz. Es wird verwendet, um Verwechslungen mit anderen Einträgen des Namens San Nazzaro zu vermeiden. |

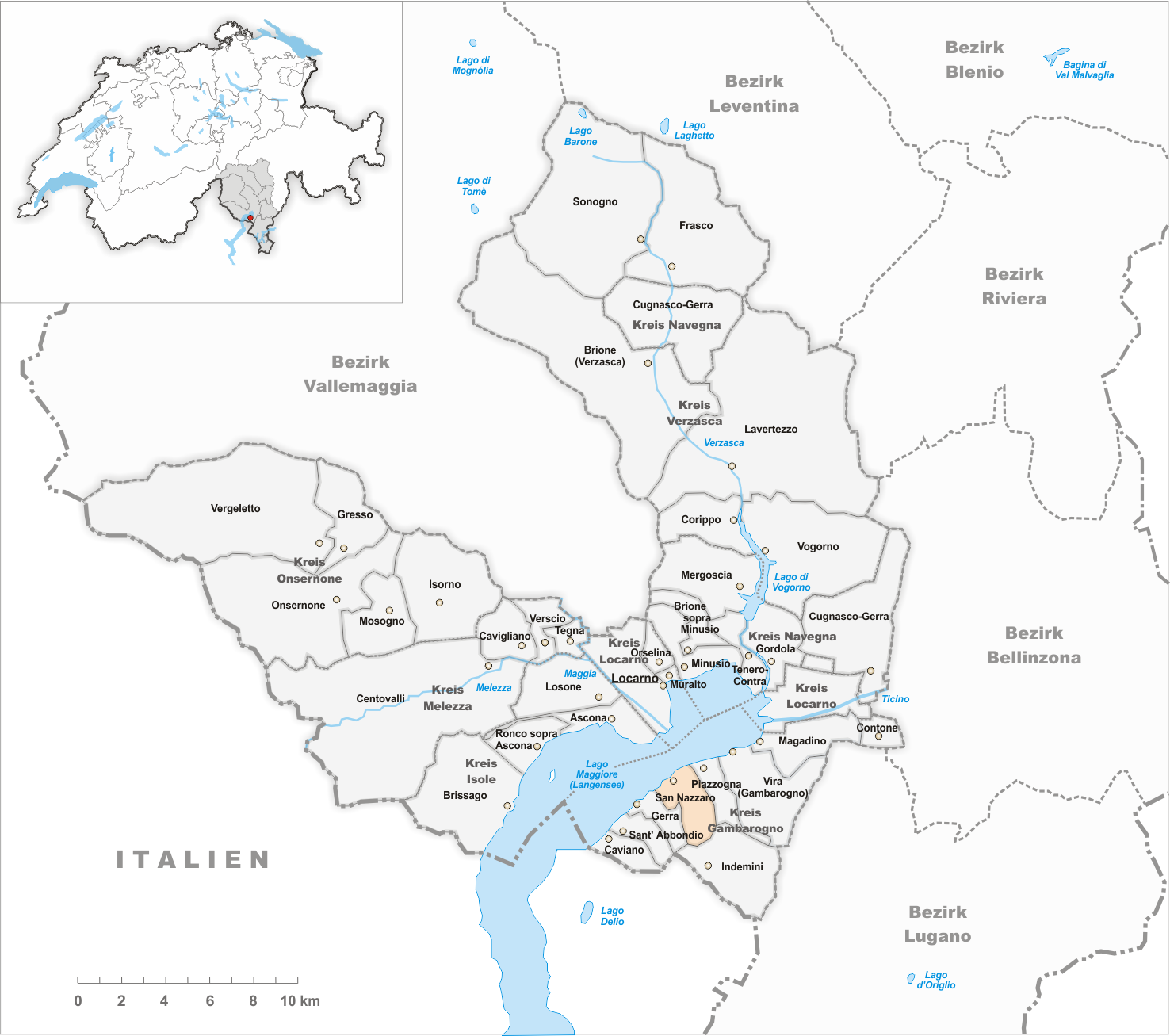
Gemeindestand vor der Fusion am 24. März 2010

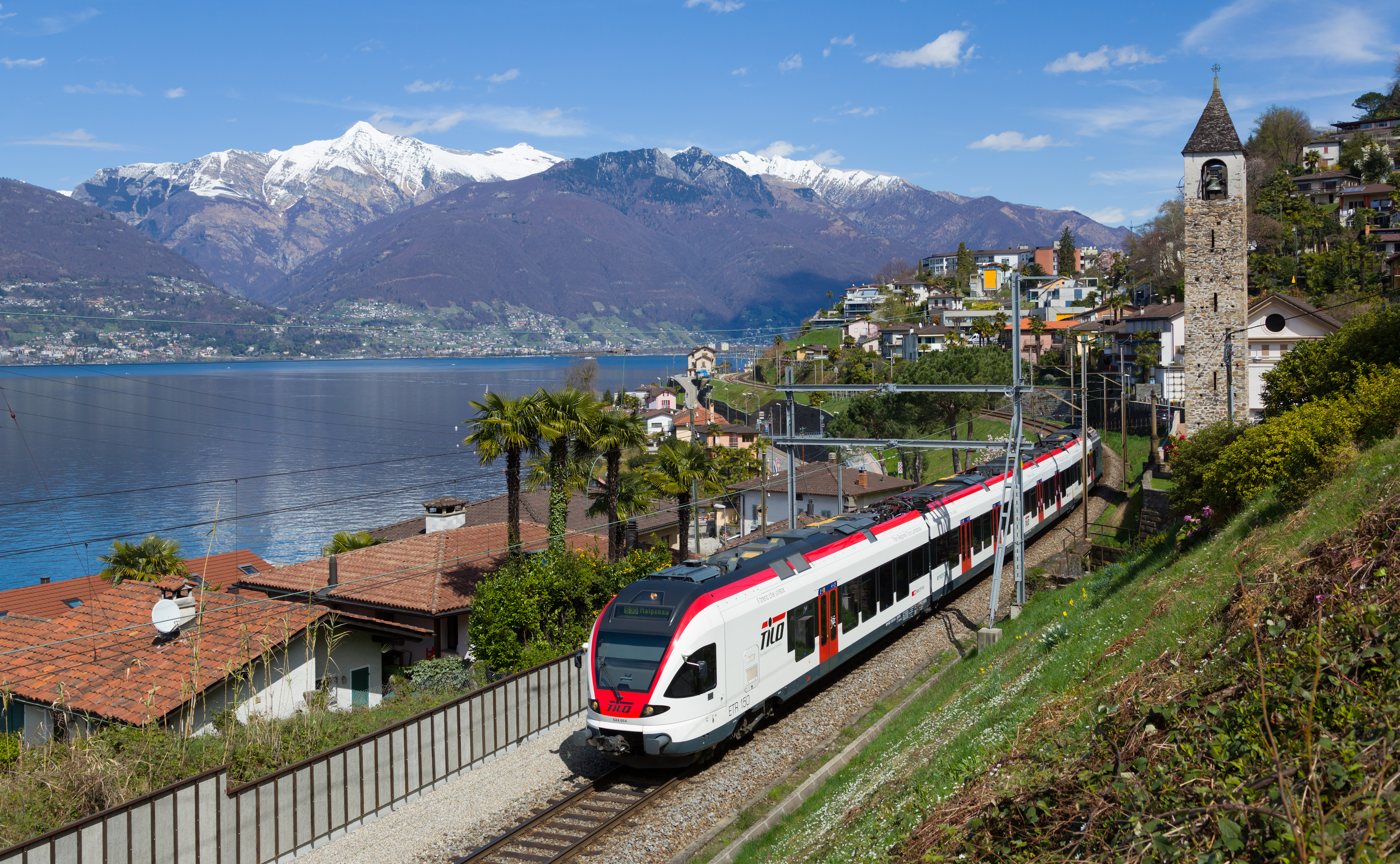
San Nazzaro

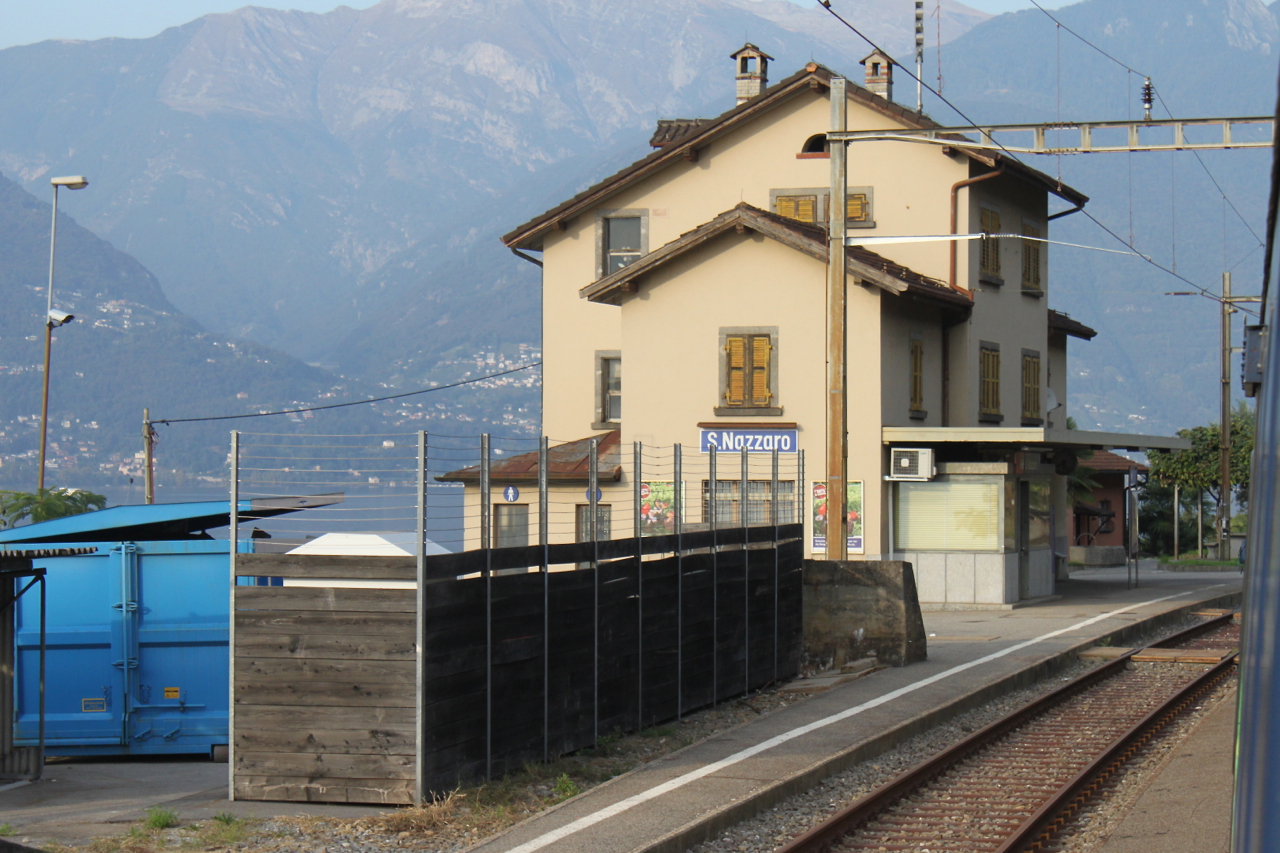
Bahnhof San Nazzaro

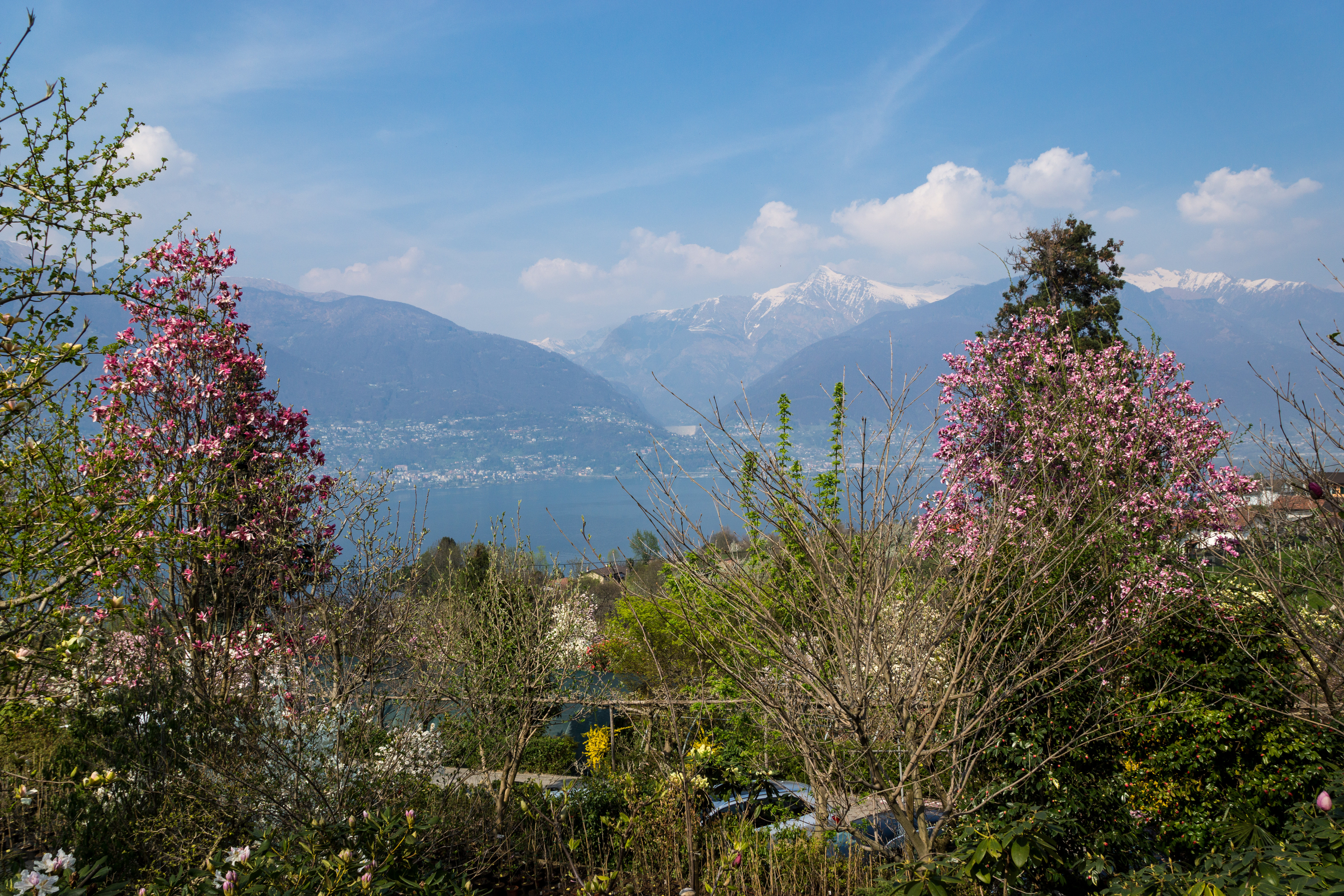
Botanischer Garten Otto Eisenhut

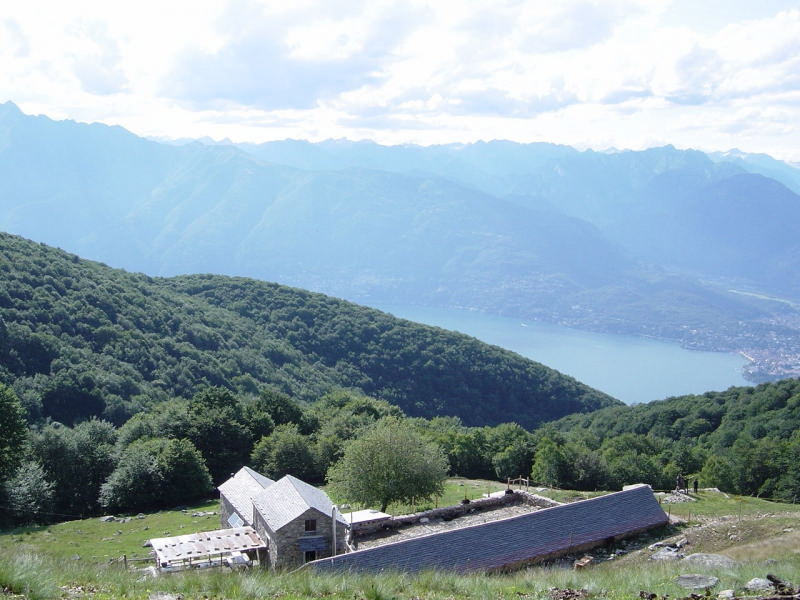
Alm Cedullo

San Nazzaro, im lombardischen Ortsdialekt San Nazzar [ˌsanaˈdzaːr], ist ein Ortsteil der Gemeinde Gambarogno im gleichnamigen Kreis, Bezirk Locarno, im Schweizer Kanton Tessin. Er bildete bis zum 24. April 2010 eine politische Gemeinde.

## Geographie
Das Dorf liegt auf einer Höhe von 203 m ü. M. am linken Ufer des Langensees, bei der Bahnstrecke Cadenazzo–Luino der Schweizerischen Bundesbahnen, am Fuss des Monte Gambarogno (1734 m ü. M. ).

## Geschichte
Eine erste Erwähnung findet das Dorf im Jahre 1258 als sancto Nazario. In den Weilern Vairano und Massina wurden auf die Bronze- (?) und die Römerzeit zurückgehende Bestattungen sowie römische Tongefässe und Münzen gefunden. Im Ortsteil Taverna stand ein im 19. Jahrhundert abgebrochener Turm, den Friedrich Barbarossa 1186 der Familie Orelli geschenkt haben soll und der der Kontrolle des Handelsverkehrs diente. Im 13. Jahrhundert fanden in Taverna die Versammlungen der Nachbarschaft Gambarogno statt, womit San Nazzaro Vira als deren Mittelpunkt abgelöst hatte. 1487 wurde es Sitz eines Podestà und eines Gerichts. Als selbständige Pfarrei konstituierte es sich 1558.
Die nachmalige Gemeinde entstand 1930 aus der Fusion der früheren Gemeinden Vairano und Casenzano. Heute ist San Nazzaro ein bedeutender Tourismusort.
Am 25. November 2007 lehnte San Nazzaro als einzige Gemeinde des Gambarogno die Fusion mit Caviano, Contone, Gerra (Gambarogno), Indemini, Magadino, Piazzogna, Sant’Abbondio und Vira (Gambarogno) ab. Gegen den Entscheid des Tessiner Grossen Rates, die Fusion trotzdem wie geplant durchzuführen, wurde beim Bundesgericht Beschwerde eingelegt. Nach der Ablehnung der Beschwerde konnte die Fusion aller neun Gemeinden am 25. April 2010 in Kraft treten. San Nazzaro bildet aber nach wie vor eine eigenständige Bürgergemeinde.

## Wappen
Blasonierung: Geteilt in Silber und in Rot-Silber geviert. Oben ein roter Zinnenturm mit einem unbelichteten Fenster.

## Bevölkerung
Einwohnerzahlen: Volkszählungsdaten

## Sehenswürdigkeiten
- Pfarrkirche Santi Nazzaro e Celso[6]
- Oratorium Sant’Antonio abate 1694 im Ortsteil Casenzano[6]
- Oratorium San Rocco (17. Jahrhundert) im Ortsteil Vairano[6]
- Parco Botanico del Gambarogno, der dem Gartenbauunternehmer Otto Eisenhut gehört[6]

## Persönlichkeiten
(Sortierung nach Geburtsjahr.)
- Domenico Antognini (* 1. Februar 1770 in Vairano (heute San Nazzaro); † 10. Juni 1834 in Locarno, Bürger von Vairano), Tessiner Grossrat, Kleinrat und Richter[7]
- Plinio Cioccari (* 25. Januar 1918 in Biasca; † 5. Dezember 2008 in San Nazzaro TI), aus Osco, Rechtsanwalt, Politiker, Generaldirektor des Associazione Bancaria Ticinese[8] und Tessiner Staatsrat von 1959 bis 1967[9][10][11]
- Aldo Massarotti (* 1922 in Acquarossa ?; † 27. September 2016 in Tenero, Bürger von Campo (Blenio)), Chemiker, lebte in Vairano[12][13]
- Ernesto Togni (1926–2022), ein Schweizer Geistlicher und römisch-katholischer Bischof von Lugano
- Aldo Borella (* 7. Februar 1945 in San Nazzaro), Doktor der Rechte, Schweizerisches Bundesgericht, wohnt in Ranzo[14]